# 人身攻擊

保罗·格雷厄姆的反驳金字塔

保羅·格雷厄姆的反駁金字塔

廣義而言，人身攻擊（personal attack; name-calling）指在溝通對話時，攻擊、批評對方個人因素相關之斷言或質疑；如人格、動機、態度、地位、階級或處境等。若進一步以此作為論證之基礎，而作出與前提不相關的結論，則是訴諸人身的謬誤。
狹義的人身攻擊必須具備主體、客體、攻擊行為、實質損害發生，這四者缺一不可。如果沒有攻擊的人對受攻擊的人做出攻擊行為，這個行為必須有實質損害的發生，無法證明完成此行為並產生實質損害，是無法討論人身攻擊的。狹義的人身攻擊經常以謾罵的形式表現。
然而在另一方面，只要沒有將品格批判當做駁論的理據，人身攻擊就沒有犯訴諸人身的謬誤；不論批判時用的言詞多麼激烈、多麼難聽、多麼不堪入耳、多麼讓人感到不悅都一樣。

## 作為認知偏誤和宣傳技巧
人身攻擊可以是一種認知偏誤和宣傳技巧，宣傳家會使用人身攻擊的技巧來挑起受眾的恐懼，而受眾會因此在心中形成對特定人士、團體、信仰或信念的負面觀感，這做法的目的，是在對事實真相的片面檢驗之外，挑起人們對相關事情的結論和行動。當一個人開始使用人身攻擊而非論證的技巧時，人身攻擊在反對一個信仰或信念方面，就成了理性以及根據事實的論據的替代品，且會成為辱罵性的訴諸人身論證的作為。

## 政治和公眾意見中的人身攻擊
有時，政治人物會在政治宣傳或公眾活動中，使用人身攻擊，以獲取比對手更優越的地位，或者會用以抵禦對手及他人對自己的批評，很多時候，這種人身攻擊會以將對手貼上「不可信賴」、「缺乏誠信」等特質的標籤來進行，像例如指責對手搞「髮夾彎」就是一個例子。

## 常見的誤解
無理的辱罵或人身攻擊，本身並不算做辱罵性的訴諸人身謬誤，僅僅在使用人身攻擊的人以此貶損對手的論證時，人身攻擊才算得上是謬誤；若並非用以貶損對手的論點，那在其他方面都相對良好的論證過程中所出現的人身侮辱，並不是人身攻擊的謬誤。
學者認為，只要沒有將品格批判當做駁論的理據，批判他人就沒有犯訴諸人身的謬誤。否則父母責罵子女，法庭判辭批評罪犯的操行，便全都犯上訴諸人身的謬誤了。像是說某人「他在個人臉書上暗罵自己的父母和父母的家族，真是個不孝子！」之類的說法就不是謬誤，因為講這話的人沒有以此批判對方的任何論據。

## 例子

### 謬誤的例子
例一

XX法師是個政治和尚，所以他所主張的「從佛教因果報應的角度來看，這位政客是不能接受的」這種說法，當然也不可信。

「政治和尚」是個歧視語，即使未用於駁論，這說詞也是一個不合理的批判；而在此被用以指稱XX法師對政客的質疑無理，更是犯了人身攻擊的謬誤。
例二

那個女記者說自己被自己的上司、知名男性記者某甲給下藥性侵？我看那個女記者根本就是個蕩婦，自己搞「枕營業」不成，才講出這種話的吧？

「枕營業」一般指的是用性行為換取自身在職場上的成就的作為。論者用「蕩婦」、「枕營業」等說法羞辱、諷刺指控自己上司對自己下藥性侵的女記者，藉此質疑女記者的控訴是撒謊，或者女記者自己品行有缺失，因此沒資格做出這種控訴，是指責受害者，即使未用於駁論，這種說法也是不正當的；且這種言論除了可能涉及誹謗外，在此處被用以表示女記者的說法無理，更是犯了人身攻擊的謬誤。

### 不是謬誤的例子
種族歧視

- 侯景：「高澄不過是個鮮卑小兒」

侯景的話是在侮辱高澄，是一種人身攻擊，且就現代的觀點來看，這話構成種族歧視，但在沒有用以評論高澄的論點或作為的狀況下，侯景評價高澄的話並不是謬誤；另外由於高澄認同鮮卑文化之故，這也稱不上是謊言；然而因為侯景是就高澄的出身而非實際行為批判之故，因此這說法依舊不正當、不合理；但若侯景說「高澄不過是個鮮卑小兒，因此我不願當他的手下」就是犯了人身攻擊的謬誤，因為在這種狀況下，侯景拒絕高澄的理由，是「高澄是鮮卑小兒」，而不是因為高澄的人品或能力等和一個人是否值得效力相關的因素。